# 共沈法
共沈法（きょうちんほう）とは、粉体の作製方法のひとつ。2種類以上の金属イオンを含む溶液から複数種類の難溶性塩を同時に沈殿させることで、均一性の高い粉体が調製できる。
目的とする金属イオン数種類を含む溶液にアルカリを添加し、溶液中のイオン濃度積が溶解度積よりも高くなる過飽和の状態にすると、複数種類の難溶性塩が同時に析出して沈殿する。得られた沈殿物は各種の金属塩が均一に混合した状態であるため、固体試料を粉砕して混合するだけでは得られない特性を示す場合がある。塩化ニッケル(II) と塩化鉄(II) を水酸化ナトリウムを用いて共沈法で析出することで、ニッケルと鉄が均一に混合したニッケルフェライトが生成される例などが知られる。
留意点としては、異種金属イオン間の溶解度の相違によって不均一になる場合があること、沈殿剤を水洗・濾過によって十分に除去する必要があること、錯イオン形成に伴い組成がずれること、水洗時に再溶解することなどがある。